# Monne Lentz

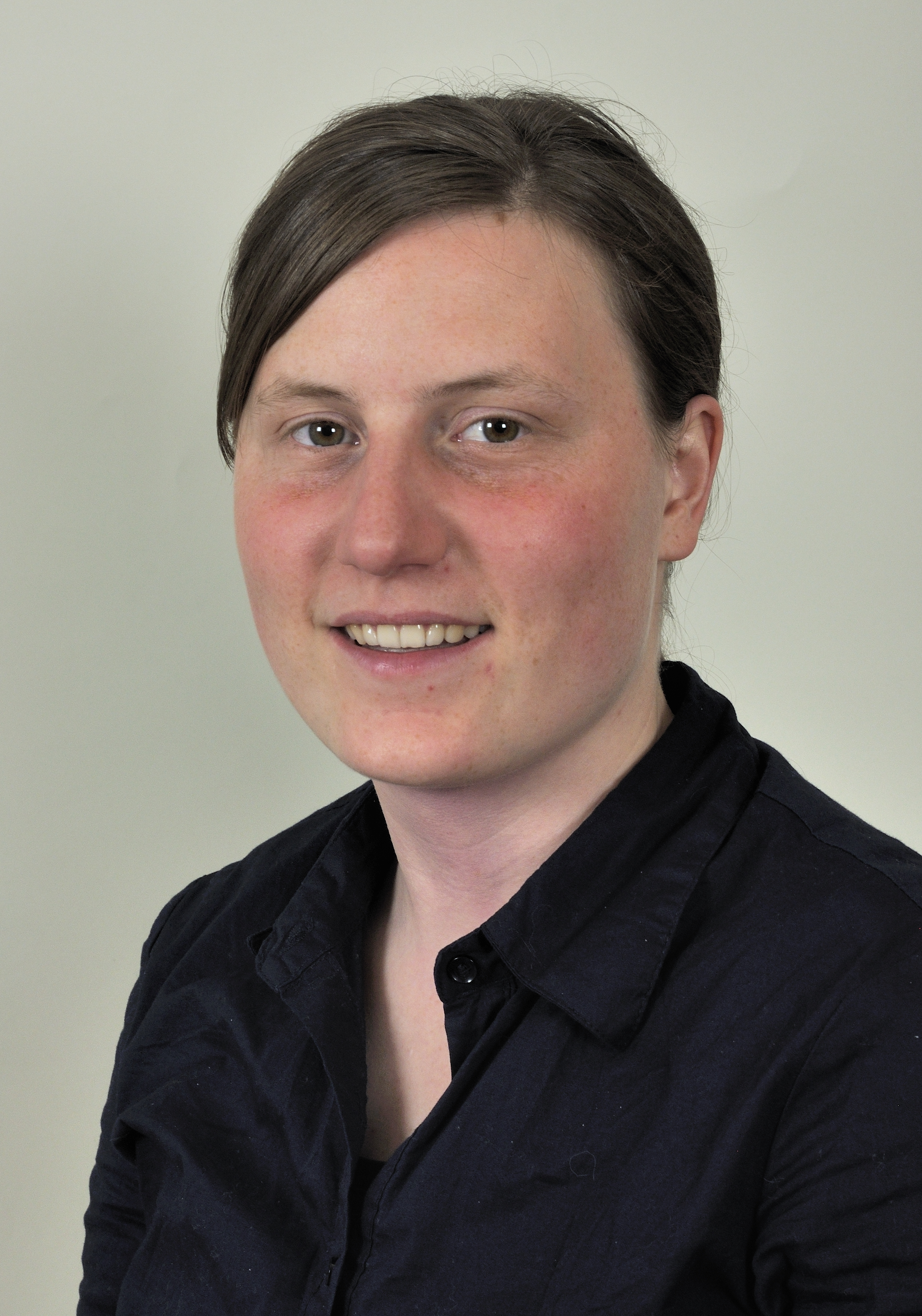
Monne Lentz (2013).

Monne Lentz (* 11. August 1987 in Hofgeismar; ehedem formal: Monika Lentz) ist eine deutsche Politikerin von Bündnis 90/Die Grünen und war von Mai 2012 bis Anfang 2014 Mitglied des Hessischen Landtags.

## Leben und Beruf
Lentz studierte an der Universität Kassel Politikwissenschaft und Soziologie und schloss im Sommer 2012 mit dem Bachelor ab. Daneben ist sie als Künstlerin tätig.
Im März 2012 beendete sie ihre zweijährige berufsbegleitende Ausbildung zur Friedensfachkraft der Organisation „gewaltfreihandeln e.V.“ mit den Schwerpunkten Gewaltfreie Kommunikation und Konfliktbearbeitung.
Seit Ende ihres Mandats im hessischen Landtag (siehe Politik) arbeitet Lentz als selbstständige Coach.

## Politik
Seit 2008 ist Lentz Mitglied bei Bündnis 90/Die Grünen und bei der Grünen Jugend. Von 2008 bis 2010 war sie Beisitzerin und frauenpolitische Sprecherin im Landesvorstand der Grünen Jugend Hessen und von 2008 bis 2009 Mitglied der Frauenkommission im Bundesverband der Grünen Jugend. Im Zeitraum von 2008 bis 2010 war sie zunächst Schriftführerin, dann Sprecherin der Grünen Jugend Waldeck-Frankenberg.
Am 2. Mai 2012 rückte sie für den ausgeschiedenen Abgeordneten Andreas Jürgens in den Landtag nach. Im Landtag war Lentz zuständig für die Themen Jugend, Drogen, Frauen und Gleichstellung. Von Juni 2013 bis Februar 2015 war Lentz ein der beiden Vorsitzenden der Kasseler Grünen.